# Ternivka, Smila
Ternivka (în ucraineană Тернівка) este o comună în raionul Smila, regiunea Cerkasî, Ucraina, formată numai din satul de reședință.

## Demografie
Componența lingvistică a comunei Ternivka
     Ucraineană (96,01%)
     Rusă (3,81%)
     Alte limbi (0,09%)
Conform recensământului din 2001, majoritatea populației comunei Ternivka era vorbitoare de ucraineană (96,01%), existând în minoritate și vorbitori de rusă (3,81%).